# Henri Doucet
Henri Doucet (Pleumartin, 16 dicembre 1883 – Hooge, 5 marzo 1915 in battaglia) è stato un disegnatore e pittore francese.

## Biografia
Henri Doucet nacque in una famiglia di operai e contadini; suo padre era operaio nella fabbrica di armi di Châtellerault). A partire dal 1887 studiò alla scuola Saint-Gabriel. Alla fine degli studi i suoi genitori lo spinsero a diventare pittore in edilizia, parallelamente egli seguì i corsi di disegno di Monsieur Mourgeon à Châtellerault.
Henri Doucet si stabilì a Parigi e lavorò alla decorazione dei padiglioni dell'Esposizione universale di Parigi del 1900.
Residente in rue de Buci, egli disegnava l'antichità nelle gallerie della Scuola superiore di Belle Arti e decise di consacrarsi allo studio della pittura. Il pittore Jean-Léon Gérôme notò il suo talento e lo fece lavorare nel suo atelier. Superò il concorso per entrare nella Scuola di Belle Arti piazzandosi secondo, per cui la città di Châtellerault e il Dipartimento della Vienne gli concessero una borsa di studio. Studiò presso la Scuola di Belle Arti fino al 1907. Henri divenne allievo di Gabriel Ferrier e poi di Jean-Paul Laurens, che gli insegnò l'arte delle grandi composizioni, per terminare allievo di Henri Martin con il quale lavorò alle decorazioni del Campidoglio di Tolosa. Henri Doucet fu preso come modello per uno dei personaggi della composizione Les Quais de Toulouse. 

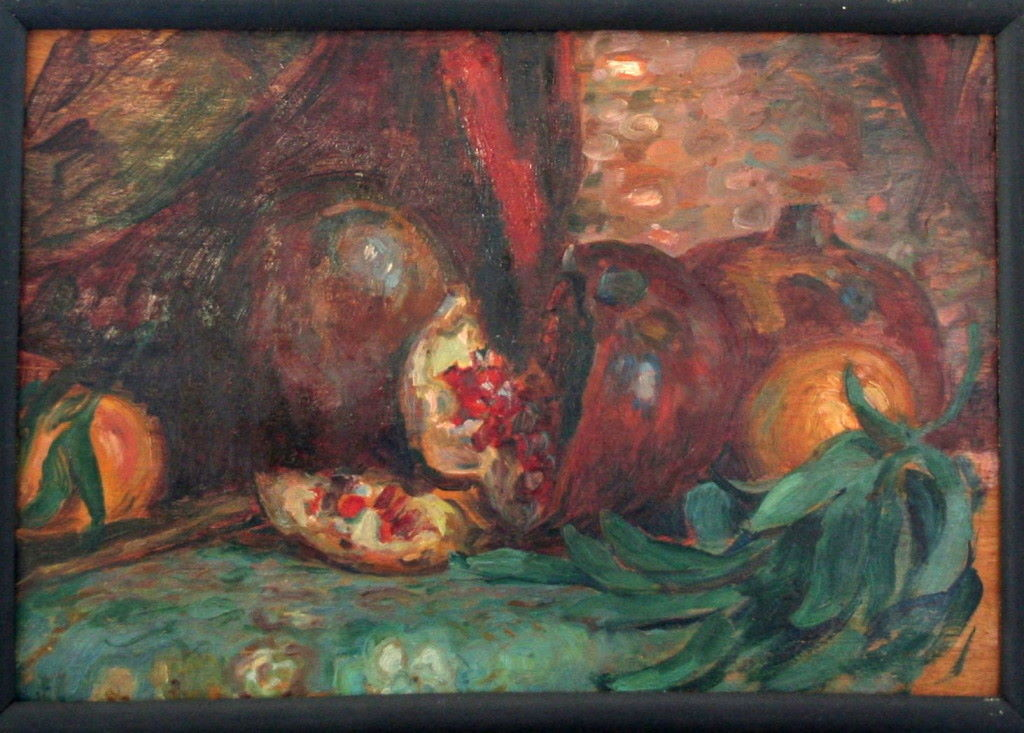
Henri Doucet, Grenades et Oranges.

Nel 1905 soggiornò a Saint-Tropez, dove incontrò Paul Signac, che lo iniziò alla tecnica neo-impressionista.. Nello stesso anno egli intraprese un viaggio in Italia, dove visitò Milano, Roma, Venezia, Padova, Firenze, Siena e Napoli.
Di ritorno a Parigi, nel 1907, egli aderì al falansterio del Gruppo dell'Abbaye, una comunità di artisti fondata da Georges Duhamel e da Charles Vildrac. Egli vi esponeva le proprie opere, in particolare i suoi paesaggi di Venezia. Vi fece anche i ritratti di suoi amici, tra i quali quelli di Duhamel e Vildrac.
Dopo la dispersione del gruppo de l'Abbaye, egli s'installò a Parigi con Albert Gleizes, Maurice-Edme Drouard e Géo Printemps, in un padiglione malandato sito al n. 7 della rue du Delta, affittato dalla città dal dottore Paul Alexandre che aveva deciso di fondare una nuova colonia di artisti. Henri Doucet presentò Amedeo Modigliani al dottor Alexandre, che divenne il suo primo mecenate. Le influenze di Paul Cézanne e dei cubisti sono percettibili tramite le sue opere che egli espose a partire dal 1907 al Salon d'Automne e al Salon des indépendants.
Nel 1912, a Londra, Henri Doucet partecipò a un'esposizione delle Grafton Galleries, la Second post-impressionist Exhibition, dopo il suo incontro con Roger Fry. Dopo quel soggiorno egli lavorò per gli atelier di Fry, Omega Workshops e Duncan Grant gli fece il ritratto.
Fry lo raccomandò a Walt Kuhn e Doucet espose nel febbraio 1913 all'Armory Show.
Durante l'estate 1913, Henri Doucet intraprese un secondo viaggio in Italia con la coppia Vildrac. Alla fine dell'anno Jacques Copeau gli commise una decorazione per l'Échange di Paul Claudel e Jacques Rouché gli chiese di realizzare una decorazione per Combat di Georges Duhamel.

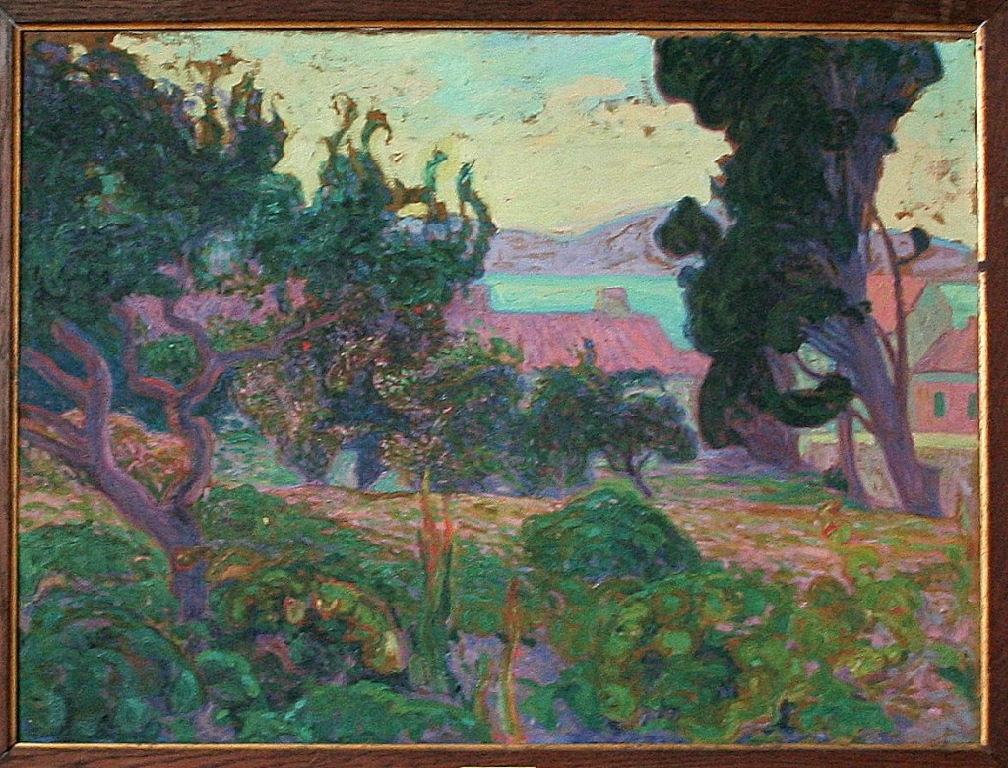
Henri Doucet, Jardin de Saint-Tropez.

S'installò a Villeneuve-lès-Avignon nel 1914 con la compagna Camille Versal. Nel medesimo anno partecipò a un'esposizione di arti francesi al Musée Royal di Copenaghen.
Allo scoppio della guerra, egli non fu mobilitato non avendo svolto il servizio militare a causa della fragilità della sua salute. Nonostante ciò, egli alla fine del 1914 si arruolò in fanteria. Qualche giorno dopo giunse nelle Fiandre, ove morì al fronte il 5 marzo 1915, presso Hooge, in Belgio, sull'Yser.
La sua compagna, dopo la morte dell'artista, diede alla luce una figlia che chiamò Blanche. Camilla sposò il dottore Bilhaud, che adottò la bambina dandole il suo nome. Blanche Bilhaud, più nota con il nome di Blanchette Brunoy, è diventata un'attrice francese.

## Opere

### Esposizioni ancora lui vivente
- ottobre-novembre 1908 : Salon d'Automne, Parigi
- dicembre 1909 - giugno 1910 : International Exhibition of Paintings, Sculpture, Prints and Drawings, Odessa, galleria Vladimir Izdebsky
- 1911 : XXII. Ausstellung der Berliner Secession, Berlino
- ottobre-dicembre 1912 : Second Post-Impressionist Exhibition. British, French and Russian Artists, Londra, Grafton Galleries
- febbraio 1913 : Esposizione di tele, Parigi, Galleria Eugène Druet
- febbraio-aprile 1913 : Armory Show, New York ; poi Chicago[2]
- ottobre 1913 - gennaio 1914 : Post-Impressionist and Futurist Exhibition, Londra, Doré Gallery
- gennaio 1914 : The Grafton Group. Vanessa Bell, Roger Fry, Duncan Grant. Seconda Esposizione, Londra, Galleries of the Alpine Club
- maggio-giugno 1914 : 46. výstava S.V.U. Manes v Praze, Praga, Padiglione del Giardino Kinsky

### Riconoscimenti postumi

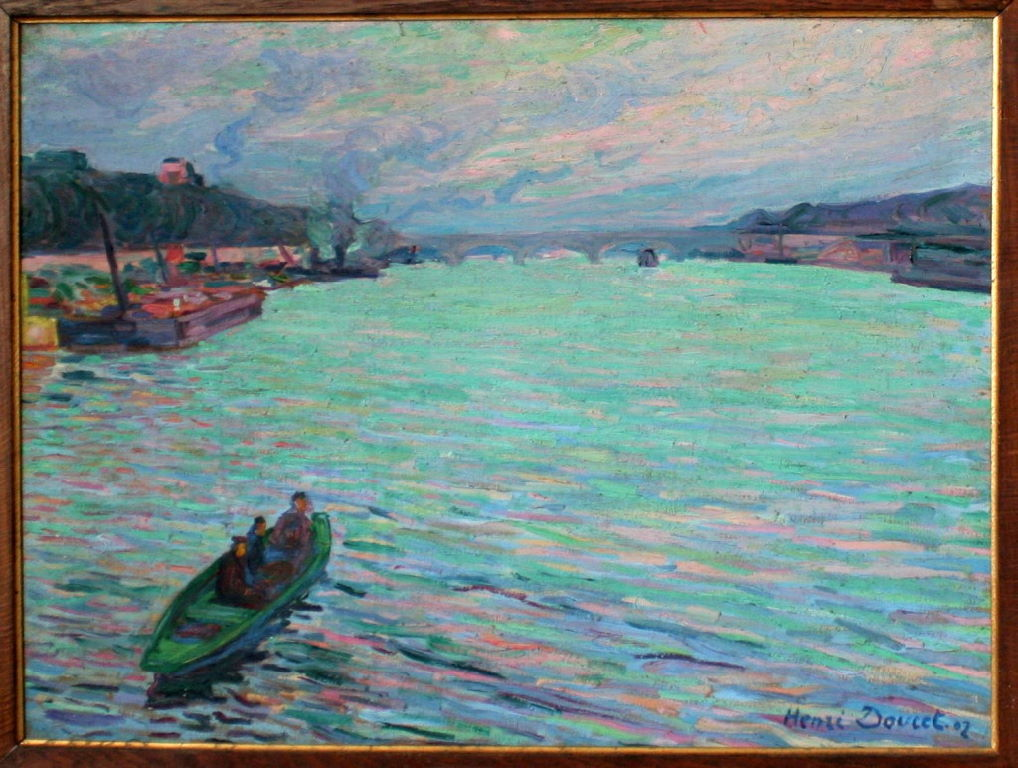
Henri Doucet, La Seine au pont d'Austerlitz.

Nel 1919, il Salon d'Automne presentò le opere del pittore per l'esposizionr degli artisti morti per la patria. Il Salon des indépendants realizzò una retrospettiva sull'artista nel 1926. Poi, nel 1948, Marc Sandoz, conservatore dei musei di Poitiers, organizzò una mostra retrospettiva. Nel 1975, gli Amis de l'Abbaye de Créteil, organizzarono un'esposizione presso gli Archivi della Val-de-Marne in omaggio a Henri Doucet. 

### Collezioni pubbliche
È rappresentato ai musei di Châtellerault, Poitiers, Gray, Saint-Tropez, al Museo Reale di Copenaghen e all'Institut Courtauld di Londra.
- Pièce d'eau à Versailles, olio su tela, 65 x 54| cm, Gray, nell'Alta Saona, museo Baron-Martin;
- Paysage à la mare, olio su tela, 32 x 46 cm, Gray, museo Baron-Martin.

### Altro
- Place à Florence[1]
- Paysage de Provence[1]
- Jeune avignonnaise[1]
- Le Rhône à Avignon[1]
- La Route[1]
- Tête de femme[1]